# كأس النرويج 1939
كأس النرويج 1939 (بالنرويجية: Norgesmesterskapet i fotball for menn 1939)‏ هو موسم من كأس النرويج. فاز فيه Sarpsborg FK ‏.